# Communauté de communes Cœur de France
Pour les articles homonymes, voir Cœur de France.
La communauté de communes Cœur de France est une communauté de communes française, située dans le département du Cher.

## Historique
- 1er janvier 2013 : fusion avec la communauté de communes du Berry charentonnais[1] : 6 de ses communes s'ajoutent aux 13 communes de la CCCF pour former une nouvelle intercommunalité, prenant le même nom que l'ancienne (Cœur de France).
- 11 avril 2001 : adhésion de la commune de Farges-Allichamps
- 14 décembre 1999 : création de la communauté de communes

### L'ancienne communauté de communes du Cœur de France
Avant 2013, la communauté de communes initiale du Cœur de France regroupait les 13 communes  formant le canton de Saint-Amand-Montrond :
- Bouzais
- Bruère-Allichamps
- La Celle
- Colombiers
- Drevant
- Farges-Allichamps
- La Groutte
- Marçais
- Meillant
- Nozières
- Orcenais
- Orval
- Saint-Amand-Montrond

pour une population totale de 17 020 habitants en 2009, répartis sur 182,35 km².

## Territoire communautaire

### Géographie
Située au sud-est du département du Cher, la communauté de communes du Cœur de France regroupe 19 communes et présente une superficie de 379,1 km2.

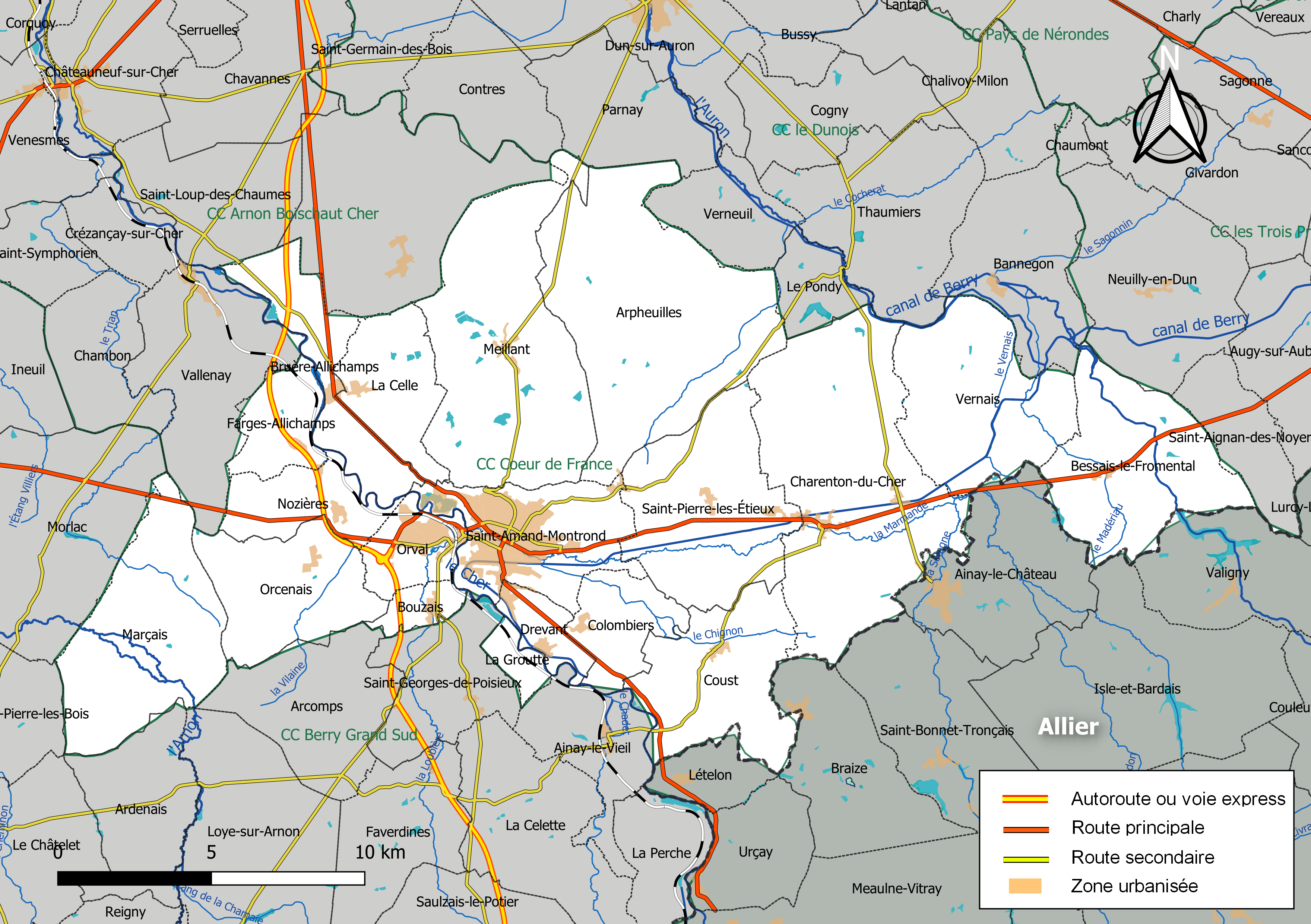
Carte de la communauté de communes du Cœur de France au 1er janvier 2019.

### Composition

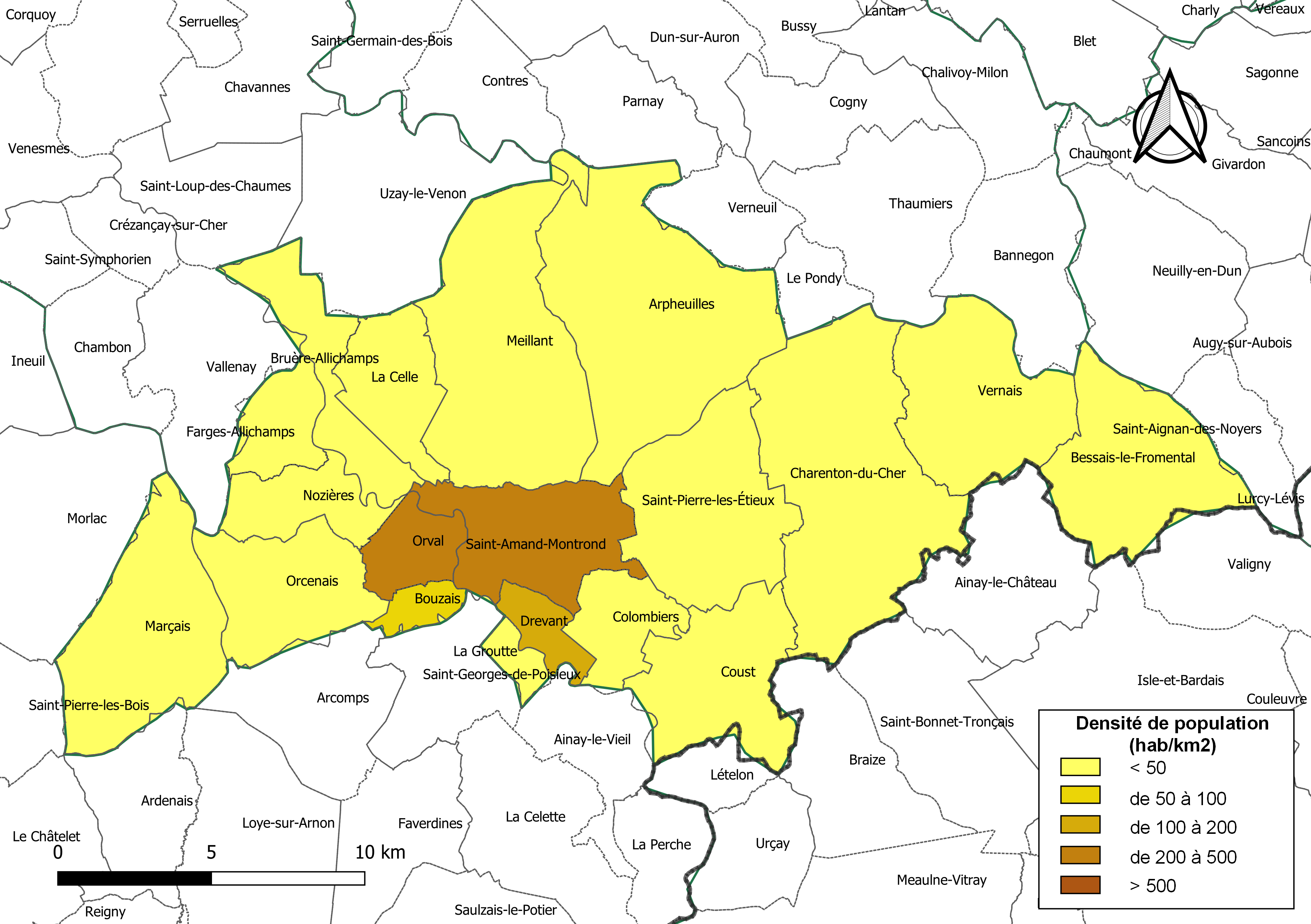
Carte des densités de population (millésimée 2016) des communes de la communauté de communes Cœur de France. Composition en communes au 1er janvier 2019.

La communauté de communes est composée des 19 communes suivantes :

| Nom                          | Code Insee | Gentilé        | Superficie (km2) | Population (dernière pop. légale) | Densité (hab./km2) |
| ---------------------------- | ---------- | -------------- | ---------------- | --------------------------------- | ------------------ |
| Saint-Amand-Montrond (siège) | 18197      | Saint-Amandois | 20,17            | 9 690 (2022)                      | 480                |
| Arpheuilles                  | 18013      | Arpheuillois   | 48,01            | 301 (2022)                        | 6,3                |
| Bessais-le-Fromental         | 18029      | Bessaisiens    | 25,75            | 293 (2022)                        | 11                 |
| Bouzais                      | 18034      | Bozaciens      | 3,35             | 285 (2022)                        | 85                 |
| Bruère-Allichamps            | 18038      | Bruérois       | 13,9             | 569 (2022)                        | 41                 |
| La Celle                     | 18042      |                | 12,8             | 329 (2022)                        | 26                 |
| Charenton-du-Cher            | 18052      | Charentonnais  | 47,89            | 999 (2022)                        | 21                 |
| Colombiers                   | 18069      |                | 9,51             | 410 (2022)                        | 43                 |
| Coust                        | 18076      | Coustois       | 21,89            | 430 (2022)                        | 20                 |
| Drevant                      | 18086      | Drevantais     | 4,84             | 551 (2022)                        | 114                |
| Farges-Allichamps            | 18091      |                | 8,3              | 255 (2022)                        | 31                 |
| La Groutte                   | 18107      | Grouttois      | 2,92             | 119 (2022)                        | 41                 |
| Marçais                      | 18136      |                | 29,03            | 305 (2022)                        | 11                 |
| Meillant                     | 18142      | Meillantais    | 40,6             | 648 (2022)                        | 16                 |
| Nozières                     | 18169      |                | 10,35            | 234 (2022)                        | 23                 |
| Orcenais                     | 18171      | Orcenayens     | 18,93            | 242 (2022)                        | 13                 |
| Orval                        | 18172      | Orvalais       | 7,65             | 1 637 (2022)                      | 214                |
| Saint-Pierre-les-Étieux      | 18231      | Étieusois      | 27,34            | 744 (2022)                        | 27                 |
| Vernais                      | 18276      |                | 25,84            | 184 (2022)                        | 7,1                |

## Administration

### Siège
Le siège de la Communauté de communes Cœur de France est situé au 1, rue Philibert Audebrand à Saint-Amand-Montrond.

### Élus
La Communauté de communes Cœur de France est administrée par son Conseil communautaire, composé de conseillers municipaux représentant les 19 communes membres.
Le Conseil communautaire, réuni le 11 juillet 2020, a choisi Daniel Bône, maire de Colombiers, pour président. Il est entouré de sept vice-présidents : 
1. Emmanuel Riotte (maire de Saint-Amand-Montrond, conseiller départemental du Cher, président de Val de Berry), Vice-Président chargé des Finances, des affaires générales et de l'aire d'accueil des citoyens français itinérants ;
2. Clarisse Duluc (maire d'Orval, conseillère départementale du Cher), Vice-Présidente chargée du Pôle Santé, de la Maison de Santé Pluridisciplinaire, de la désertification médicale et de Balnéor ;
3. Pascal Aupy (maire de Charenton-du-Cher), Vice-Président chargé de la création et de l’entretien de voirie, de l’éclairage public, des réseaux et de l’aménagement du canal de Berry ;
4. Geoffroy Cantat (maire-adjoint de Saint-Amand-Montrond), Vice-Président chargé du développement économique (ZAC, industrie, artisanat, commerce), de la gestion de la Passerelle, de la réflexion sur le TZCLD (Territoires zéro chômeur de longue durée) et les EBE (Entreprises à But d’Emploi) ;
5. Pascal Collin (maire de Coust), Vice-Président chargé de l’assainissement collectif et non collectif (SPANC), de l’eau et de la GEMAPI ;
6. Philippe Auzon (maire de la Celle), Vice-Président chargé de l’aménagement de l’espace (PLUi-H, SCOT, PNR…), des projets de développement durable et environnemental, de la fibre optique et des ordures ménagères ;
7. Didier Devassine (conseiller municipal de Saint-Amand-Montrond), Vice-Président chargé du tourisme, de l’Office de tourisme, de la communication et de l’image du territoire, des circuits de randonnées, du développement touristique du canal de Berry à vélo et Pays d’accueil;

qui constituent le bureau communautaire pour le mandat 2020-2026.

### Liste des présidents
14 décembre 1999 - 16 décembre 2007 : Serge Vinçon
16 décembre 2007 - 16 mars 2008 : Geneviève Bobin
16 mars 2008 - 11 juillet 2020 : Thierry Vinçon
11 juillet 2020 - 2026 : Daniel Bône

### Compétences
L'intercommunalité exerce des compétences qui lui sont déléguées par l'ensemble des communes qui la composent.
Il s'agit de :
- Aménagement de l’espace
- Actions de développement économique
- Promotion du tourisme
- Gestion des milieux aquatiques et prévention des inondations
- Aménagement, entretien et gestion des aires d’accueil des citoyens français itinérants
- Collecte et traitement des déchets des ménages
- Politique du logement et du cadre de vie (PLH)
- Création et entretien de la voirie
- Éclairage public
- Assainissement collectif et assainissement non collectif (SPANC)
- Création, aménagement et gestion de la Maison de Santé Pluridisciplinaire
- Gestion du centre aqualudique – Balnéor

## Projets et réalisations
- La Passerelle, atelier des réussites

Tiers-lieu ouvert en janvier 2021, la Passerelle, atelier des réussites, d'une surface de {{unité[1300[m²}} située sur l'emplacement des anciennes usines Bussière, propose un espace destiné à la formation professionnelle et au monde de l'entreprise.
- Maison de Santé Pluridisciplinaire

Avec la pose symbolique de la première pierre le 11 janvier 2022, la Communauté de communes Cœur de France a lancé le chantier de transformation de l'ancienne école maternelle la Chaume en Maison de Santé Pluridisciplinaire. L'ouverture est prévue fin 2022 avec seize bureaux où exerceront médecins généralistes, infirmiers, kinésithérapeutes, podologue, psychologue, orthophoniste, diététicien et ostéopathe.
- Station d'épuration intercommunale

Les travaux de la nouvelle station d'épuration de Saint-Amand-Montrond et Orval ont débuté en mars 2022 avenue du Général de Gaulle pour une entrée en service en 2024. La station est dimensionnée pour 25 000 équivalents-habitants